# Mascaró de proa
|  | No s'ha de confondre amb Acrostolium. |

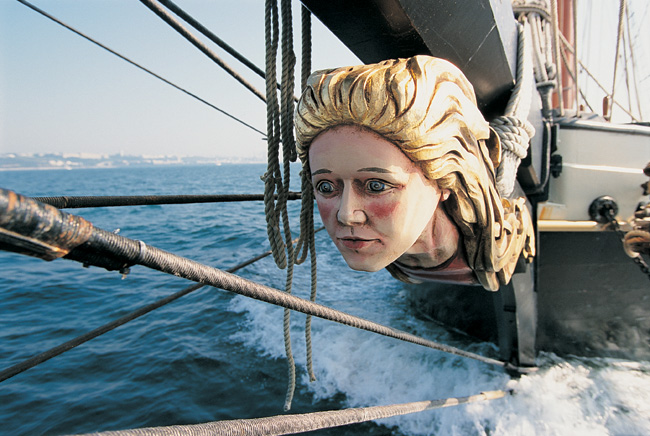
Mascaró de proa del vaixell francès Recouvrance

El  mascaró de proa és una escultura decorativa generalment tallada en fusta, sovint amb forma humana o d'animal, ornamentada o pintada segons la jerarquia de l'embarcació que s'engalana. Aquesta peça decorativa es col·locava històricament a la proa  a la proa del vaixell, sota el bauprès d'un vaixell, servint tant per a finalitats estètiques i simbòliques com per a identificació. De mica en mica van desaparèixer quan van arribar els vaixells d'acer .

## Història

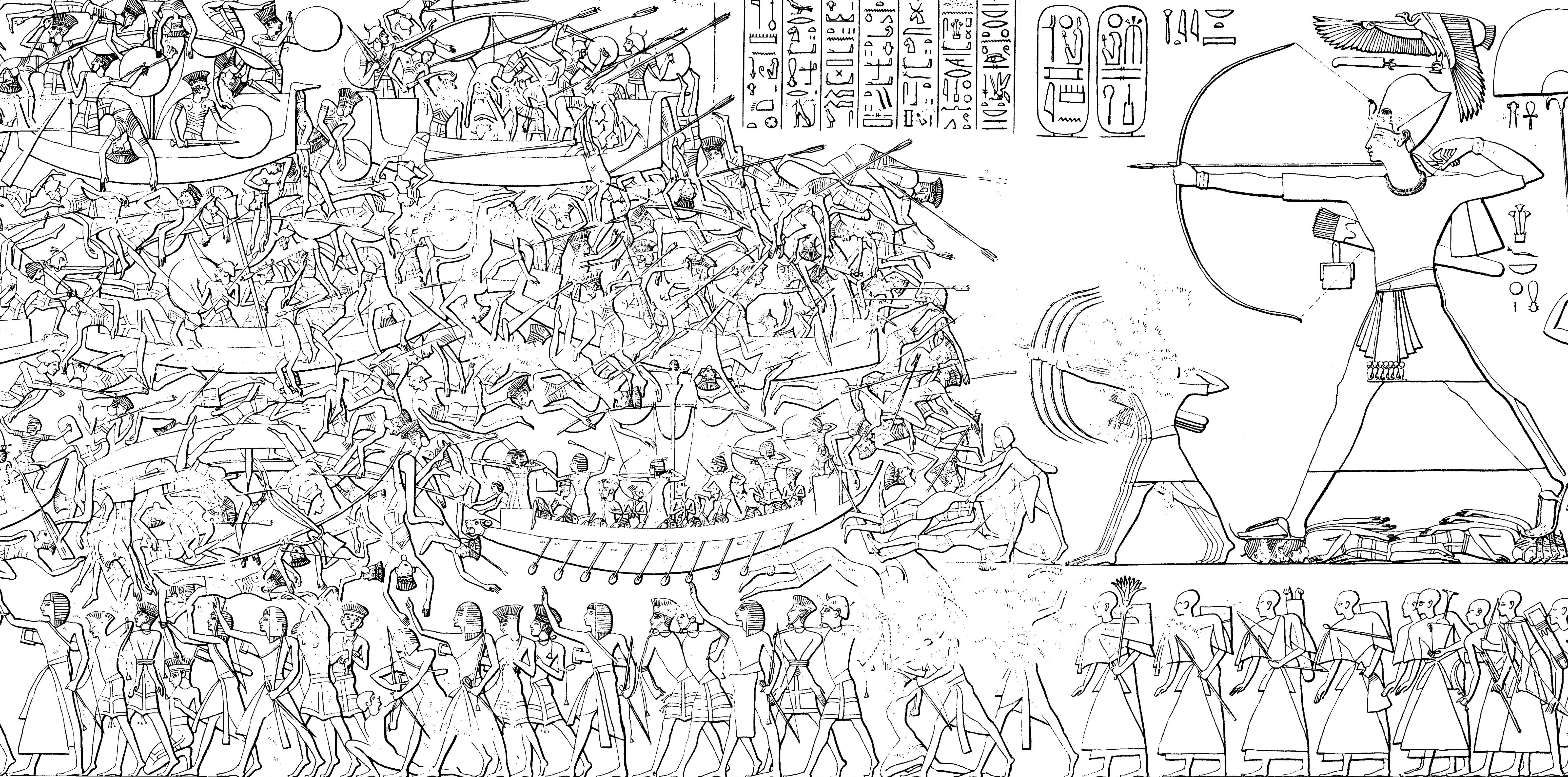
Un vaixell amb rems porta la lleona ferotge que apareix com a figura de proa en dos vaixells de l'Antic Egipte en un aproximadament. 1200 aC representació de la victòria sobre els pobles del mar invasors en una batalla al delta del riu Nil

A l'antiguitat, segons relata Estrabó en el Llibre 2 dels seus escrits, referenciant un passatge de Posidoni, Eudox va trobar un tros de fusta durant el seu retorn de l'Índia que va identificar com la figureta de proa d'un vaixell. Aquesta figureta representava la imatge d'un cavall.
Els baixos relleus navals portats de Nínive, exposats en una de les sales inferiors del Louvre, mostren que els vaixells sovint tenien un cap de cavall a la part superior de la proa. Aquest element decoratiu subratlla la importància i la prevalença de les figuretes de proa en l'arquitectura naval històrica.
En la llegenda de la mitologia grega Jasó i els Argonautes, la figura de proa és una estàtua d'Hera que aconsella els aventurers davant certes proves.
Els primers vaixells sovint tenien alguna forma d'ornamentació de proa (per exemple, els ulls pintats a les proes de Grec i Fenici galeres, la pràctica Romana de posar talles de les seves deïtats a les proes de les seves galeres, i el Vaixells vikings de ca. 800-1100). L'aparició amenaçadora de figures de proa amb dents i ulls d'insecte als vaixells Nòrdics es considerava una forma de màgia apotropaica, complint la funció d'allunyar-se esperits malignes.
Els antics egipcis solien col·locar figures d'ocells sagrats a la proa. Un relleu mural a Medinet Habu que representa Ramsès III derrotant els pobles del mar a la batalla del delta del Nil cap a l'any 1200 aC representa vaixells egipcis antics amb un mascaró de proa lleona ferotge tallat a la proa de dos dels vaixells. Probablement això representava la seva deessa guerrera, Sekhmet, que era vista com la seva protectora. Els fenicis utilitzaven cavalls que representaven la velocitat. Els antics grecs utilitzaven els caps de senglars per simbolitzar la visió aguda i la ferocitat, mentre que les barques romanes sovint muntaven una talla d'un centurió que representava el valor en la batalla. Al nord d'Europa, les serps, toros, dofins i dracs eren habituals i al segle XIII, el cigne s'utilitzava per representar la gràcia i la mobilitat.
A Alemanya, Bèlgica i els Països Baixos, en temps primitius, es creia que els esperits o fades anomenades Kaboutermannekes (gnoms, homes petits, fades) habitaven als personatges de proa. L'esperit va protegir el vaixell de malalties, roques, tempestes i vents perillosos. Si el vaixell s'enfonsava, els Kaboutermannekes guiaven les ànimes dels mariners a la Terra dels Morts. Enfonsar-se sense Kaboutermanneke va condemnar l'ànima del mariner a perseguir el mar per sempre, segons creien els mariners holandesos. Una creença similar es va trobar a Escandinàvia primerenca.

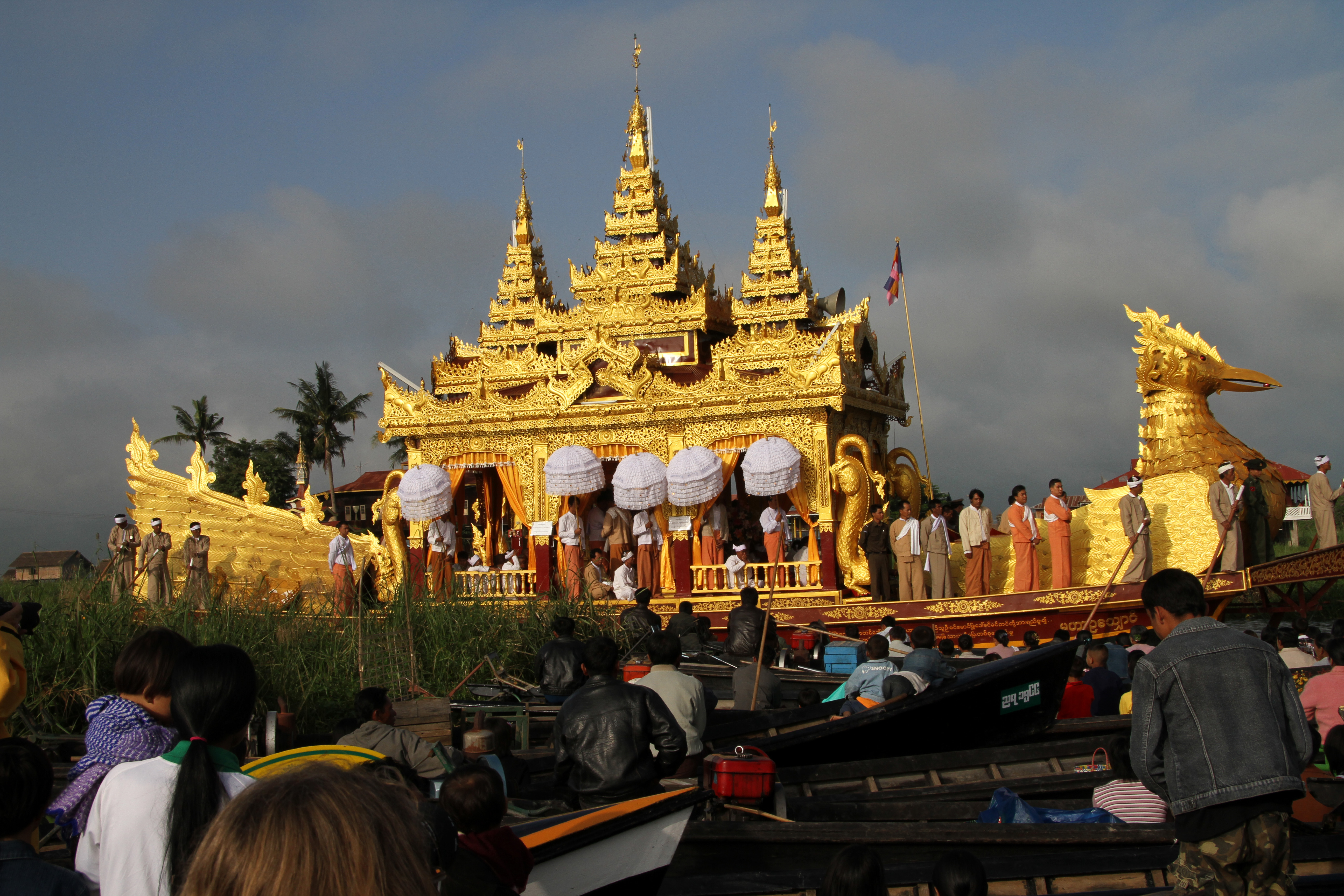
La barcassa cerimonial utilitzada durant el festival anual de la pagoda Phaung Daw U a Myanmar utilitza un mascaró de proa a la dreta d'un karaweik, un ocell mític.

A la Birmània pre-colonial, durant la dinastia Konbaung, els mascarons de proa es van utilitzar per distingir diversos tipus de barcasses reials assignades a diferents membres de la cort reial; cada barcassa tenia un personatge mític específic al davant.
Una pràctica general dels mascarons de proa es va introduir a Europa amb els galions del segle XVI, ja que el mascaró de proa com a tal no va poder arribar a ser fins que els vaixells no tinguessin una estructura de cap de tija on col·locar-lo. Durant el període dels segles XVII al XVIII, els temes tallats dels mascarons de proa van variar des de representacions de sants fins a emblemes patriòtics com els unicorns o els lleons populars als vaixells britànics. Quan el vaixell va rebre el nom d'un personatge reial o naval, es podia mostrar el cap i el bust de l'individu.
Igual que amb l'ornamentació de popa, el propòsit de la figura de proa era sovint indicar el nom del vaixell en una societat no alfabetitzada (encara que de vegades de manera molt complicada); i sempre, en el cas dels vaixells de guerra, per demostrar la riquesa i el poder del propietari.
Un gran mascaró de proa, tallat en fusta massissa i posat a la punta més davantera del buc, va afectar negativament les qualitats de navegació del vaixell. Això, i les consideracions de costos, van fer que els mascarons de proa es reduïssin dràsticament durant el segle XVIII i, en alguns casos, es van abolir completament cap al 1800. Després de les guerres napoleòniques van fer una mica de reaparició, però sovint tenien la forma d'un petit bust fins a la cintura en lloc de les grans figures completes utilitzades anteriorment. Els vaixells clipper de les dècades de 1850 i 1860 normalment tenien mascarons complets, però aquests eren relativament petits i lleugers. Durant la seva etapa final d'ús comú, els mascarons de proa oscil·laven entre unes 18 polzades (46 cm) a 9 peus (2.7 m) .

## Caiguda en desús

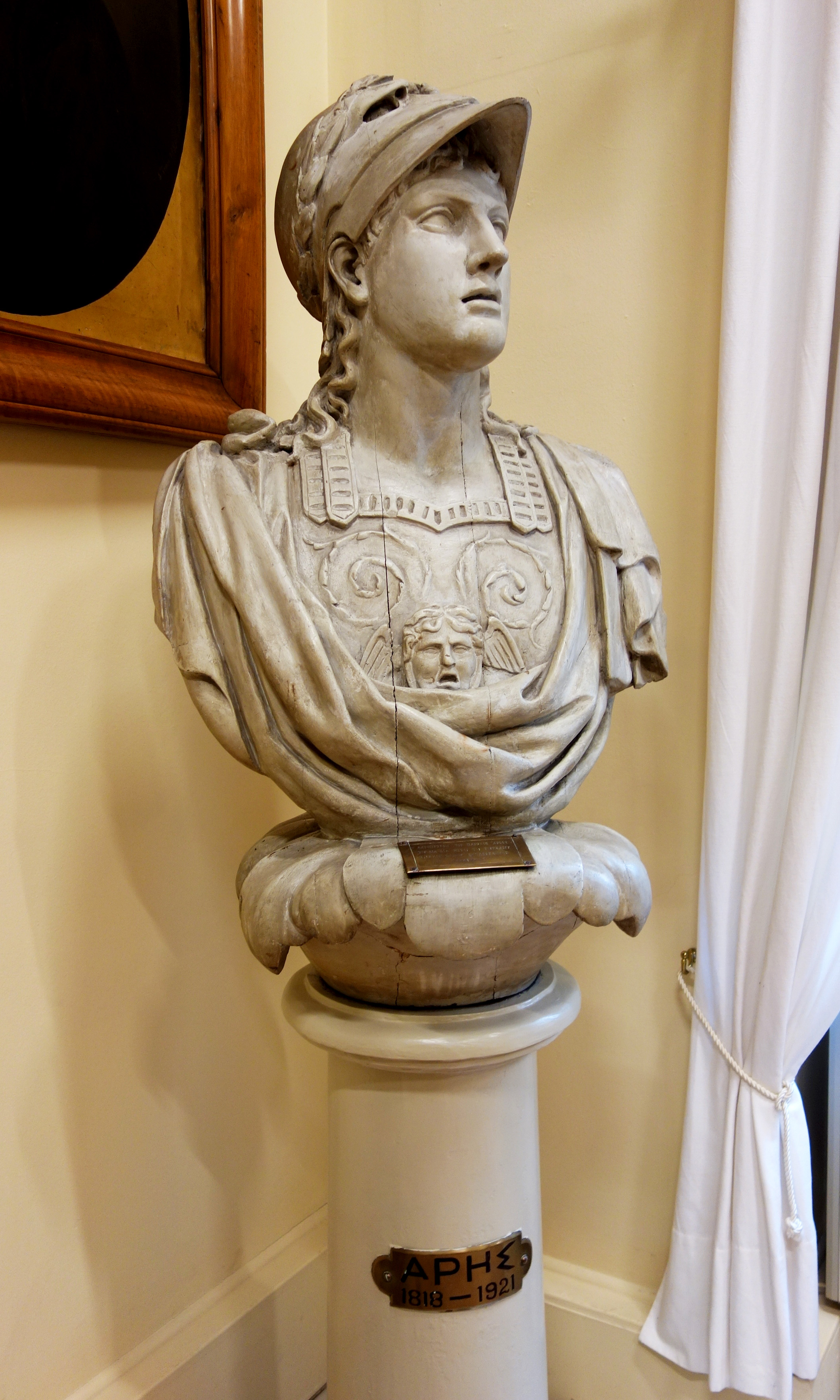
El mascaró de proa del, c. 1807. Museu Històric Nacional, Atenes

Els mascarons com a tals es van extingir amb el veler militar. A més, la moda dels arcs d'ari significava que no hi havia un lloc evident per muntar-ne un als cuirassats. Una excepció va ser HMS Rodney que va ser l'últim cuirassat britànic que va portar una figura de proa. Els vaixells més petits de la Royal Navy els van continuar portant. L'últim exemple podria haver estat el balandro HMS Cadmus es va llançar el 1903. El seu vaixell germà Espiegle va ser l'últim a tenir una figura de proa fins que es va separar el 1923. Els primers vaixells de vapor de vegades tenien pergaminos daurats i escuts d'armes a la proa. Aquesta pràctica va durar fins aproximadament la Primera Guerra Mundial . El vaixell alemany de 1910 SS Imperator. Originalment,  lluïa un gran mascaró de bronze d'una àguila  dempeus sobre un globus terraqüi (el símbol imperial alemany). Els pocs peus addicionals d'eslora afegits pel mascaró de proa van convertir l'Imperator en el vaixell més llarg del món en el moment del seu llançament.
Encara és una pràctica habitual que els vaixells de guerra portin insígnies de vaixells, grans plaques muntades a la superestructura amb un disseny únic relacionat amb el nom o el paper del vaixell. Per exemple, els destructors tipus 42 de la Royal Navy, que porten el nom de ciutats britàniques, porten insígnies que representen l'escut del seu homònim.
En vaixells més petits, es pot substituir uuna talla més petita i no figurativa, sovint un rínxol de fullatge.

## Països Catalans
Aquesta escultura solia ser la figura  d'un ésser humà o bé un animal (tota o reduïda al bust i fins i tot únicament un cap) que solia evocar el nom del vaixell. L'esculptor Francesc Pasqual i Grané dels Països Catalans, de sobrenom Ulls Menuts, va tallar mascarons d'una gran bellesa, entre els quals destaquen especialment els mascarons d'imatges religioses.
El Ninot és una escultura de bronze, obra de l'escultor Walter Cots Figuerola, que representa un grumet amb una gorra en una mà i un títol de nàutica acabat d'aconseguir a l'altra. Fou instal·lada el 1983 sobre la porta d'entrada del mercat del mateix nom, al barri de l'Esquerra de l'Eixample de Barcelona, i està inclosa a l'inventari de Petits paisatges de Barcelona.

## Galeria

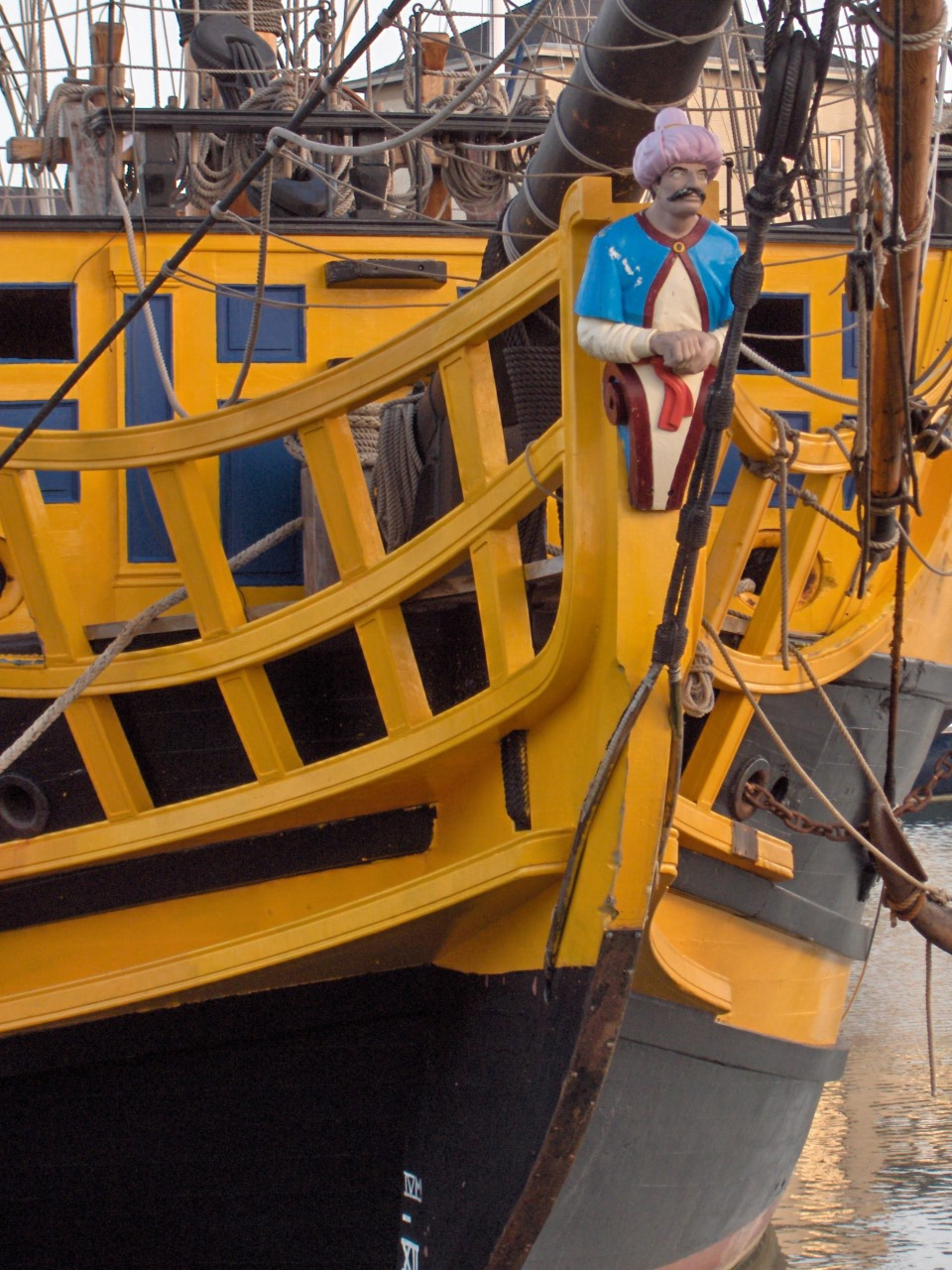
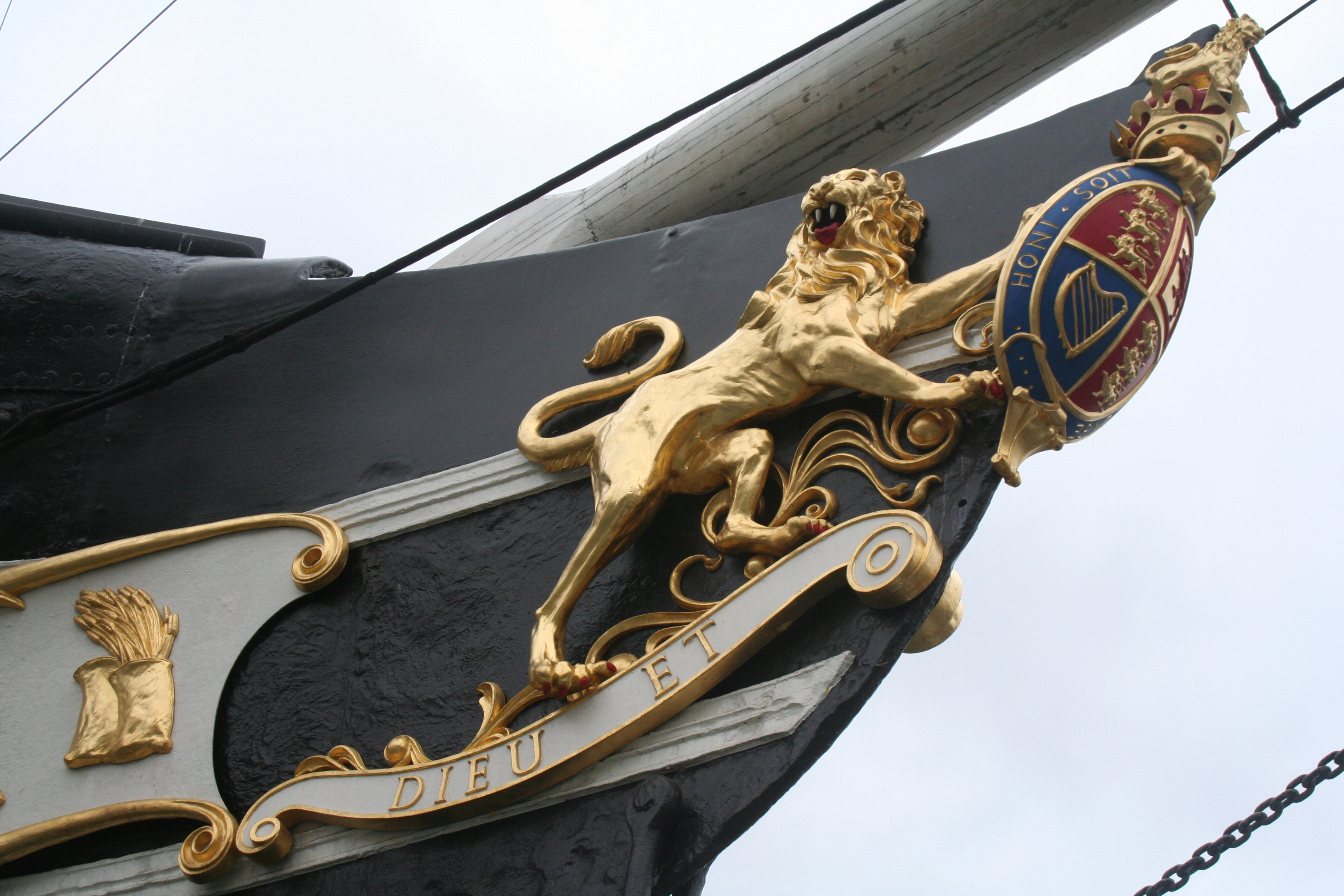
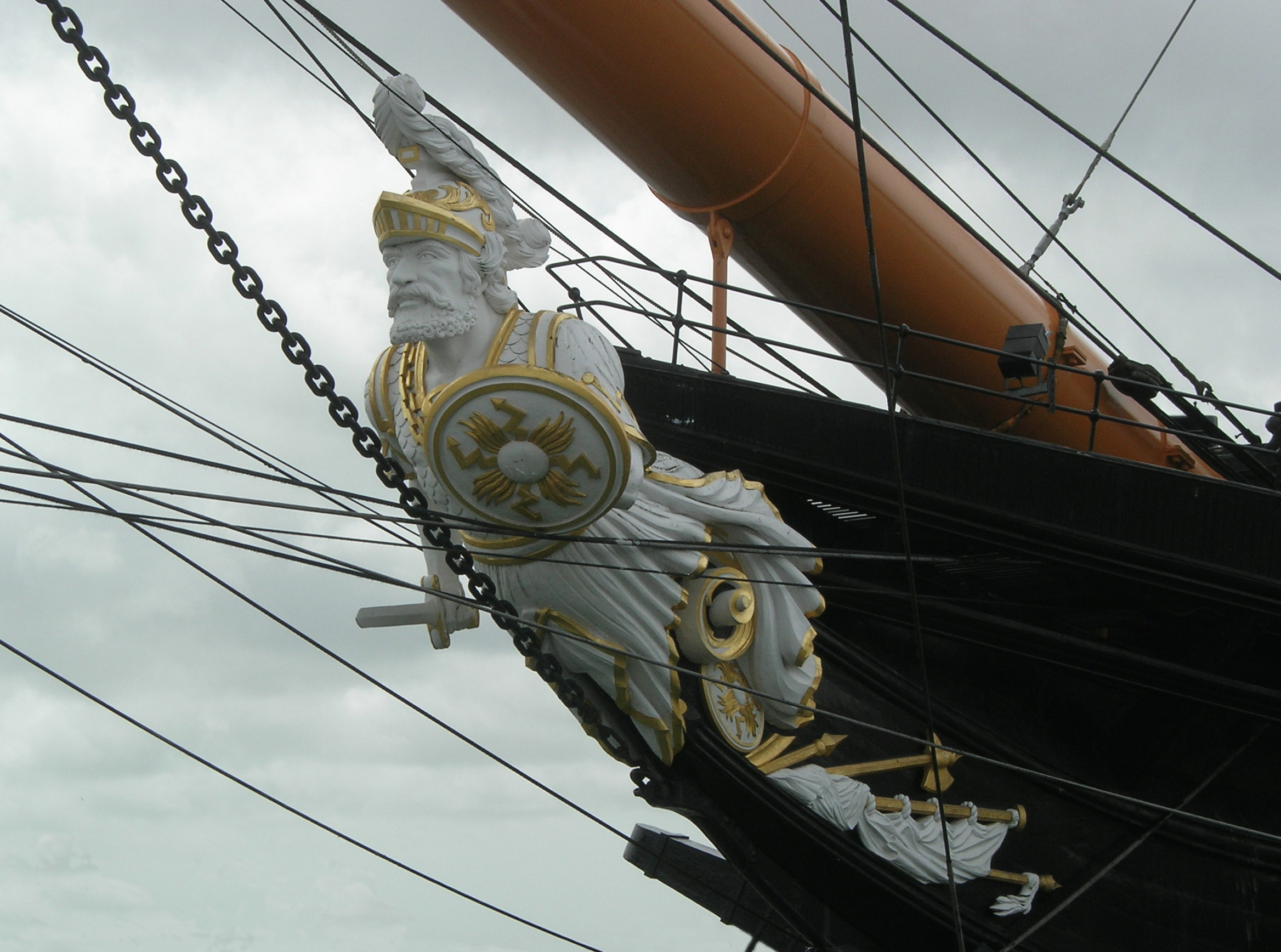